# حشيشة الزجاج اليهودية
حشيشة الزجاج اليهودية أو رُقْرَيق أو حشيشة الرياح أو نَعام أو حشيشة الريح (الاسم العلميParietaria judaica )
.

## صور

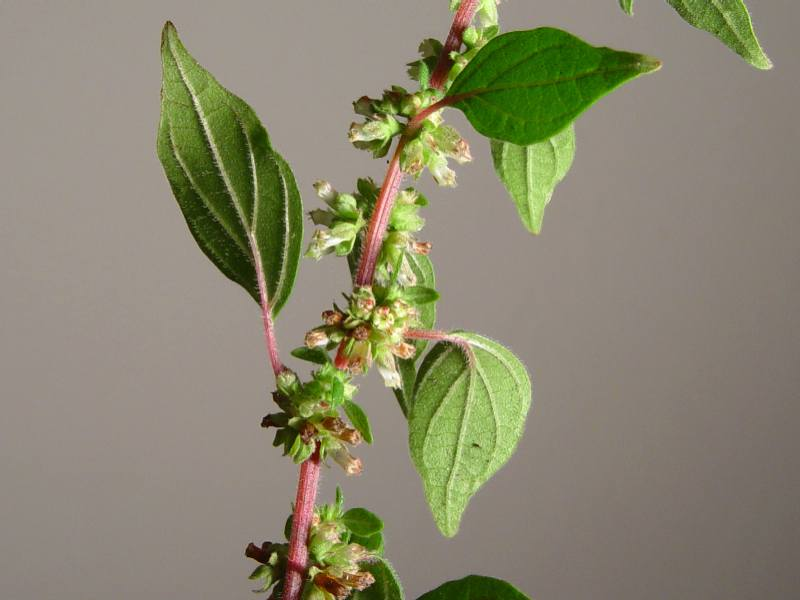
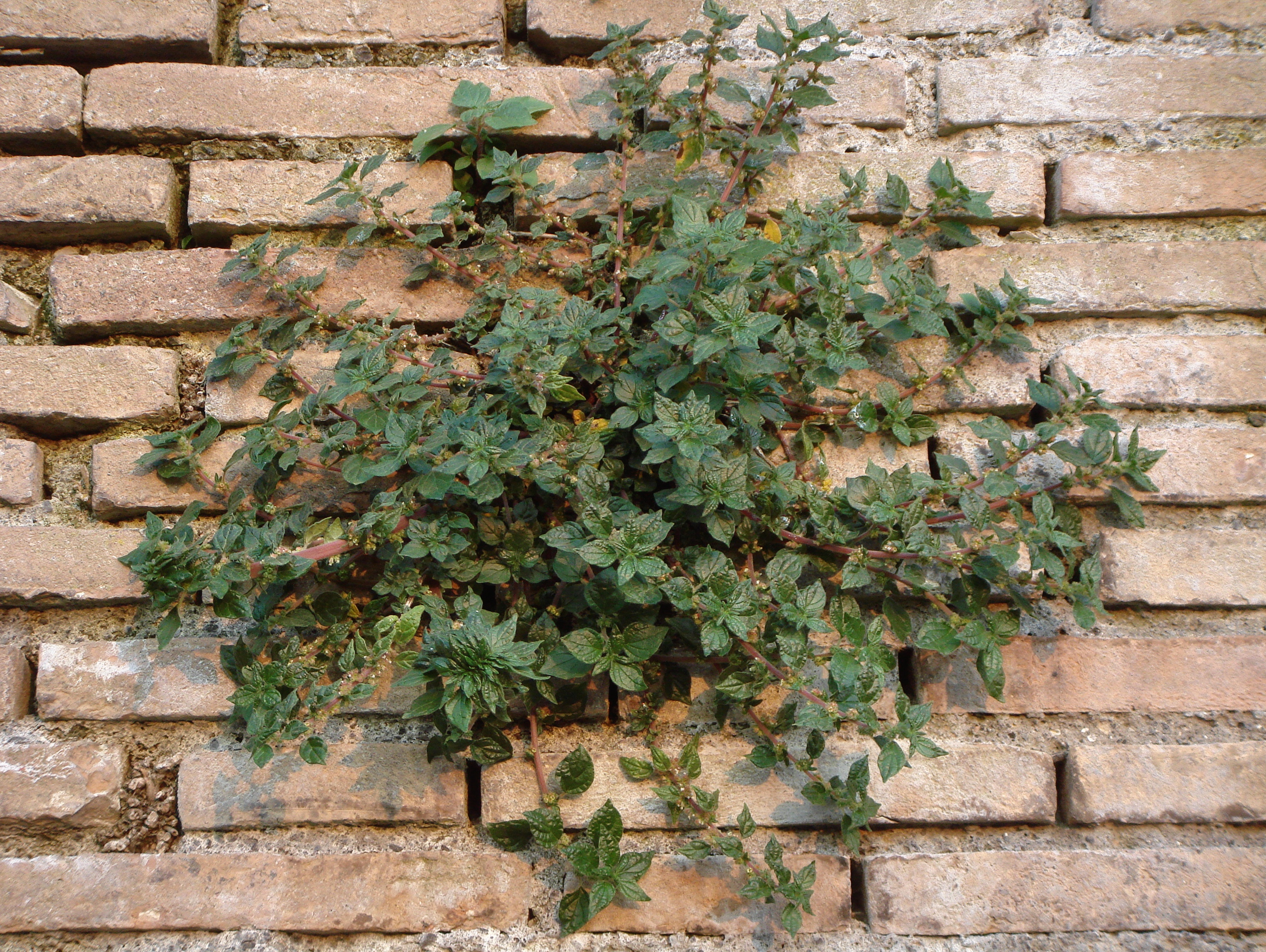
Parietaria judaica habit on wall
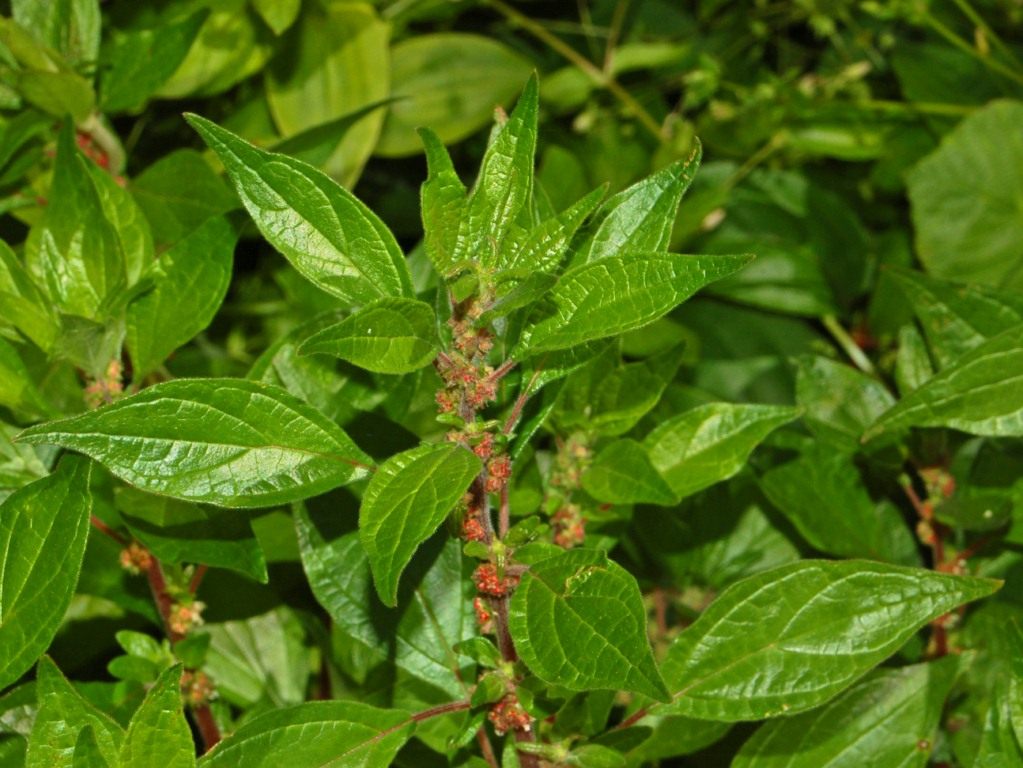
Plant of Parietaria judaica
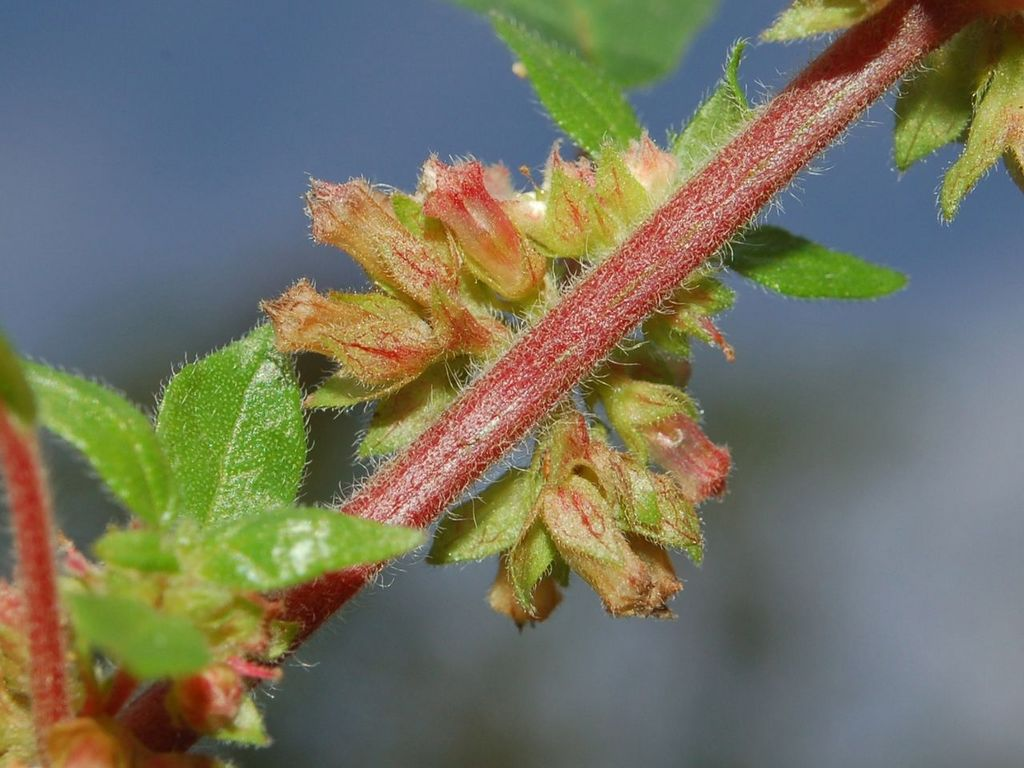
Stem and flowers of Parietaria judaica
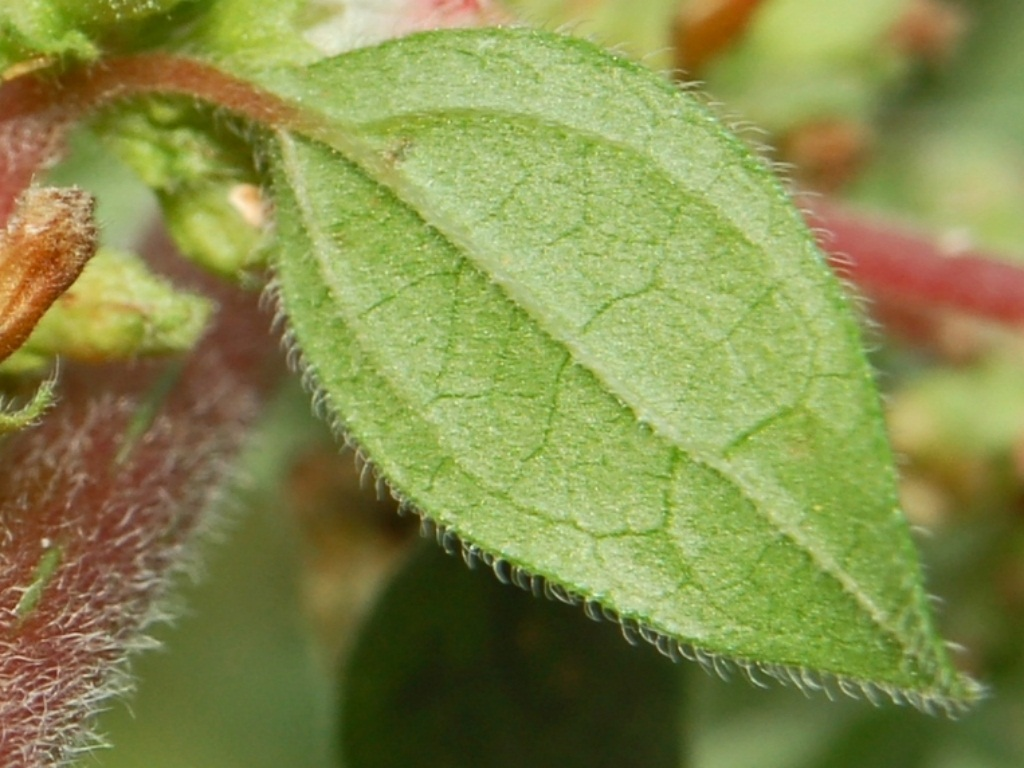
Leaf of Parietaria judaica
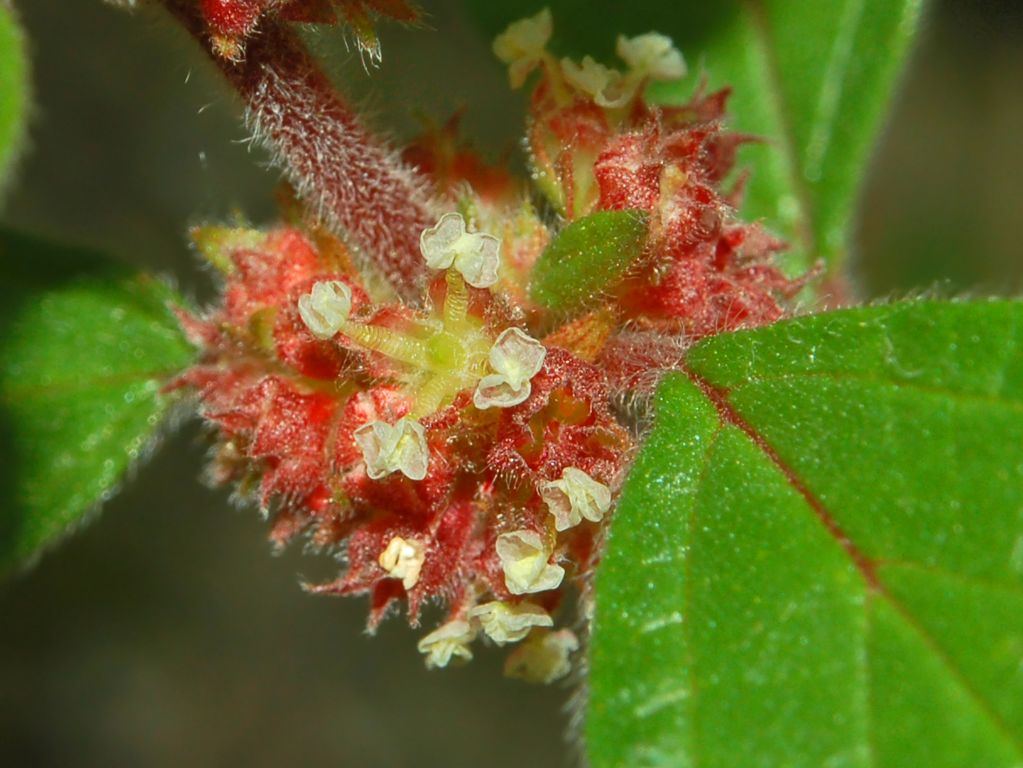

1. 1 2 3 4  أحمد عيسى (1930)، معجم أسماء النبات (بالعربية والفرنسية واللاتينية والإنجليزية) (ط. 1)، القاهرة: الهيئة العامة لشؤون المطابع الأميرية، ص. 134، OCLC:122890879، QID:Q113440369
2. ↑  "معلومات عن حشيشة الزجاج اليهودية على موقع theplantlist.org". theplantlist.org. مؤرشف من الأصل في 2021-12-18.
3. ↑  "معلومات عن حشيشة الزجاج اليهودية على موقع apsa.anu.edu.au". apsa.anu.edu.au. مؤرشف من الأصل في 2017-03-30.
4. ↑  "معلومات عن حشيشة الزجاج اليهودية على موقع fdasis.nlm.nih.gov". fdasis.nlm.nih.gov. مؤرشف من الأصل في 2021-05-16.